# Aplocheilichthys atripinna
Aplocheilichthys atripinna är en fiskart som först beskrevs av Pfeffer, 1896.  Aplocheilichthys atripinna ingår i släktet Aplocheilichthys och familjen Poeciliidae. Inga underarter finns listade i Catalogue of Life.